# Loxandrus suturalis
Loxandrus suturalis är en skalbaggsart som beskrevs av Thomas Casey. Loxandrus suturalis ingår i släktet Loxandrus och familjen jordlöpare. Inga underarter finns listade i Catalogue of Life.